# Jan Erik Vold

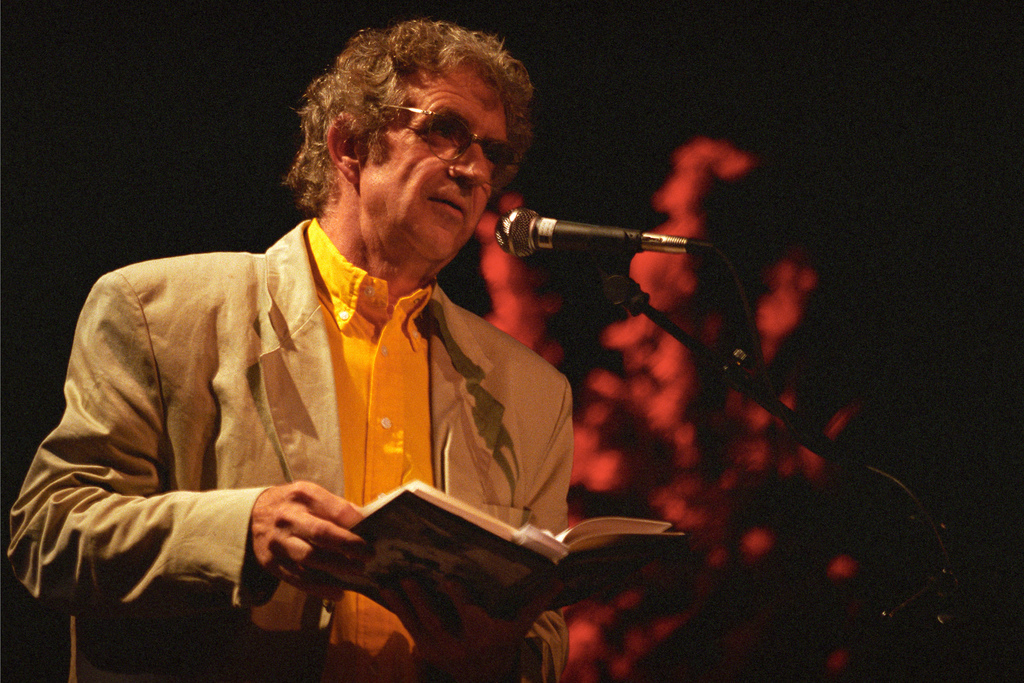
Jan Erik Vold i juli 1996.

Jan Erik Vold, född 18 oktober 1939 i Oslo, numera boende i Stockholm, är en norsk lyriker, översättare och litteraturskribent. 
Jan Erik Vold var en av medlemmarna i Profilkretsen(no). 
Jan Erik Vold är bror till barnlitteraturhistorikern Karin Beate Vold och son till Dagbladet-skribenten Ragnar Vold.

## Författarskap
Vold införde riktningar som imagism och konkretism till Norge, både genom artiklar och genom egen praxis. Inspirationskällorna inkluderar bland annat svenska fyrtiotalisterna, japanska haikudiktning och amerikansk poesi.
Vold och Helge Rykkja(no) startade Kommet Forlag 1966.
Förutom att skriva poesi har han också skrivit om poesi, till exempel böcker om Olav H. Hauge, Gunvor Hofmo och Ernst Orvil. Han har också översatt poesi till norska, inklusive Bob Dylan, Frank O'Hara och William Carlos Williams med flera. Vold har varit en kultur- och Oslo-patriot, särskilt i samband med Bislett-stadion och Oslo-spårvagnen. Till Skridskoförbundets 100-årsjubileum i februari 1993 fick Vold uppdrag att skriva en prolog som 1994 publicerades som poesibok "En cirkelis". 

### Ruth Maiers dagbok
Ruth Maier flydde till Norge undan judeförföljelserna i Österrike, men deporterades till Tyskland 1942 där hon omgående mördades i förintelselägret Auschwitz. Vold sammanställde och gav ut hennes dagbok 2007 vilket blev mycket uppmärksammat i Norge, där hon kallats "Norges Anne Frank". Boken har översatts till flera andra språk inklusive svenska. 

## Musik
Vold har samarbetat med flera jazzmusiker. Han tog den amerikanska jazz- och poesirörelsen till Norge tidigt och 1969 kom han med sitt första album, Briskeby Blues, tillsammans med Jan Garbareks kvartett. Senare har han en serie album som vokalist med egna dikter i samarbete med till exempel Chet Baker, Red Mitchell, Nisse Sandström och Egil Kapstad. Musikaliskt varierar albumen från bebop till fri jazz, mest i samarbete med producenten och gitarristen Jon Larsen.